# Herman Berghuis
Herman Berghuis, bekend als Herman van Idols (Alkmaar, 16 december 1983), is een Nederlands artiest die zich bezighoudt met zang en dans en zijn populariteit vooral te danken heeft aan zijn excentrieke uitstraling, slechte zangkwaliteiten, opmerkelijke kapsels en opvallende danspasjes.

## Achtergrond
Berghuis groeide op in Schagen, waar hij zijn mavo-opleiding voltooide.

## Televisie

### Idols
Berghuis werd als danser-zanger bekend, nadat hij op 20 december 2003 deelnam aan de auditierondes van het tweede seizoen van het televisieprogramma Idols van RTL 4 met zijn vertolking van het nummer "Into the Groove" van Madonna. Hij bleef steken in de auditieronde. Tijdens Idols werkte Berghuis samen met zeven andere afgewezen kandidaten aan een clipje in het voetbalstadion GelreDome van voetbalclub SBV Vitesse in Arnhem. Zij zongen daar, in de pauze van de wedstrijd Vitesse-PSV, op de middenstip het nummer "The Best" van Tina Turner. Deze clip werd op 10 januari 2004 in Idols uitgezonden. Daarna kwam zijn eerste cd-single uit, een duet, getiteld Safesex (februari 2004) samen met Johan Vlemmix.
Berghuis nam als danser-zanger op 29 oktober 2005 deel aan de auditierondes van het derde seizoen van het televisieprogramma Idols van RTL 4. Hij zong een speciaal door singer-songwriter en producer Erik de Ruijter voor hem geschreven nummer ("I'm a dancer") en een zelfingestudeerd dansje. Weer bleef Berghuis steken in de auditieronde. "I'm a dancer" werd nooit op cd-single uitgebracht.
De auditie van Berghuis, die hij deed in het tweede seizoen van Idols, werd in december 2007 door het Britse televisieprogramma Best Ever Worst Auditions van ITV benoemd tot een van de beste slechtste audities ooit.

### JENSEN!
Berghuis verscheen sinds november 2005 meerdere malen in het televisieprogramma JENSEN! bij RTL 5. Van mei tot en met september 2006 had Berghuis een datingshow (Herman zoekt Vrouw) bij JENSEN!. Van oktober tot en met december 2006 had Berghuis een wekelijkse minisoap (Hup Herman Hup). Het was onderdeel van Jensen! Breaking News.
In december 2006 werd zijn tweede cd-single uitgebracht, getiteld I wanna be loved by you. Het was een eigen vertolking van de hit van Marilyn Monroe. In januari 2007 speelde Berghuis mee in een reclamecampagne ("dan weet je wat je in huis haalt") van postorderbedrijf Wehkamp. Van februari tot en met april 2007 had Berghuis een wekelijkse realitysoap op de zender RNN7, die een onderdeel vormde van het programma Showgallery.

### Popstars
Berghuis nam als danser-zanger op 22 augustus 2008 deel aan de auditierondes van het televisieprogramma Popstars van SBS6. Hij zong zijn eerder uitgebrachte nummer "Safesex". Weer bleef hij steken in de auditieronde.

## Antiheldentour
In oktober 2004 werd samen met collega-afvallers uit de auditieronde – KlompenVincent ("As 't Mot" van Normaal in Idols 1) en Robertjan Habich ("De Luchtballon" van Frans Bauer in Idols 2) – een "Antiheldentour" opgericht, waarbij de drie heren voor een avondvullend rariteitenkabinet zorgden. In januari 2006 werd ook Ronnie Jackson ("Heal the World" van Michael Jackson in Idols 3) aan de Antiheldentour toegevoegd. In januari 2007 besloot Berghuis om uit de Antiheldentour te stappen. Op 1 januari 2010 werd de Antiheldentour nieuw leven ingeblazen.

### De Antihelden
Naast de Antiheldentour werd op 1 januari 2010 de boyband De Antihelden opgericht, bestaande uit Berghuis, KlompenVincent, Total Roef (Roef en Marian, X Factor) en Andre Pronk (X Factor). Zij brachten in februari 2010 het nummer "Antihelden, dat zijn wij" als download uit. In maart 2010 werd ook Terror Jaap (winnaar van De Gouden Kooi) aan De Antihelden toegevoegd.

## Discografie
- 2004 - Safesex - duet (single), met Johan Vlemmix
- 2005 - I'm a dancer (nooit op cd-single uitgebracht)
- 2008 - I wanna be loved by you (single)
- 2010 - Antihelden, dat zijn wij (download)